# Fightback (jeu vidéo)
Pour l'organisation communiste, voir Fightback (Canada).
Fightback est un jeu vidéo de type beat them all développé par Ninja Theory et édité par Chillingo, sorti en 2013 sur iOS.

## Accueil
- Pocket Gamer : 5/10[1]
- TouchArcade : 2,5/5[2]